# Metafiktion
Metafiktion är en typ av fiktion inom till exempel skönlitteratur, film och drama där man görs uppmärksam på att det som berättas inte är verkligt, utan något diktat och föreställt. Det fiktiva i konstverket döljs inte, utan påvisas och diskuteras i konstverket självt. Metafiktion är således en undersökning inom förhållandet mellan dikt och verklighet.

## Exempel på metafiktiva företeelser
- Itchy & Scratchy i Simpsons
- TV-serien Psycho Dad i Våra värsta år
- Kobåj-Kurt i Bert[1]
- Romanen Den karska gallstenen i Urkällan
- Översättaren i José Carlos Somozas roman Idéernas grotta
- Superhjältarna Bluntman och Chronic i filmer av Kevin Smith
- Boken Sofies värld av Jostein Gaarder

### Fotnoter
1. ↑  Peter Siljedahl (25 februari 1996). ”Bert och Boysen”. Boktips. Arkiverad från originalet den 21 april 2017. https://web.archive.org/web/20170421091823/http://www.petersiljedahl.se/bert1.html. Läst 13 maj 2015.